# Hybridoneura semivinosa
Hybridoneura semivinosa là một loài bướm đêm trong họ Geometridae.